# Stockholms Superfosfat Fabriks AB

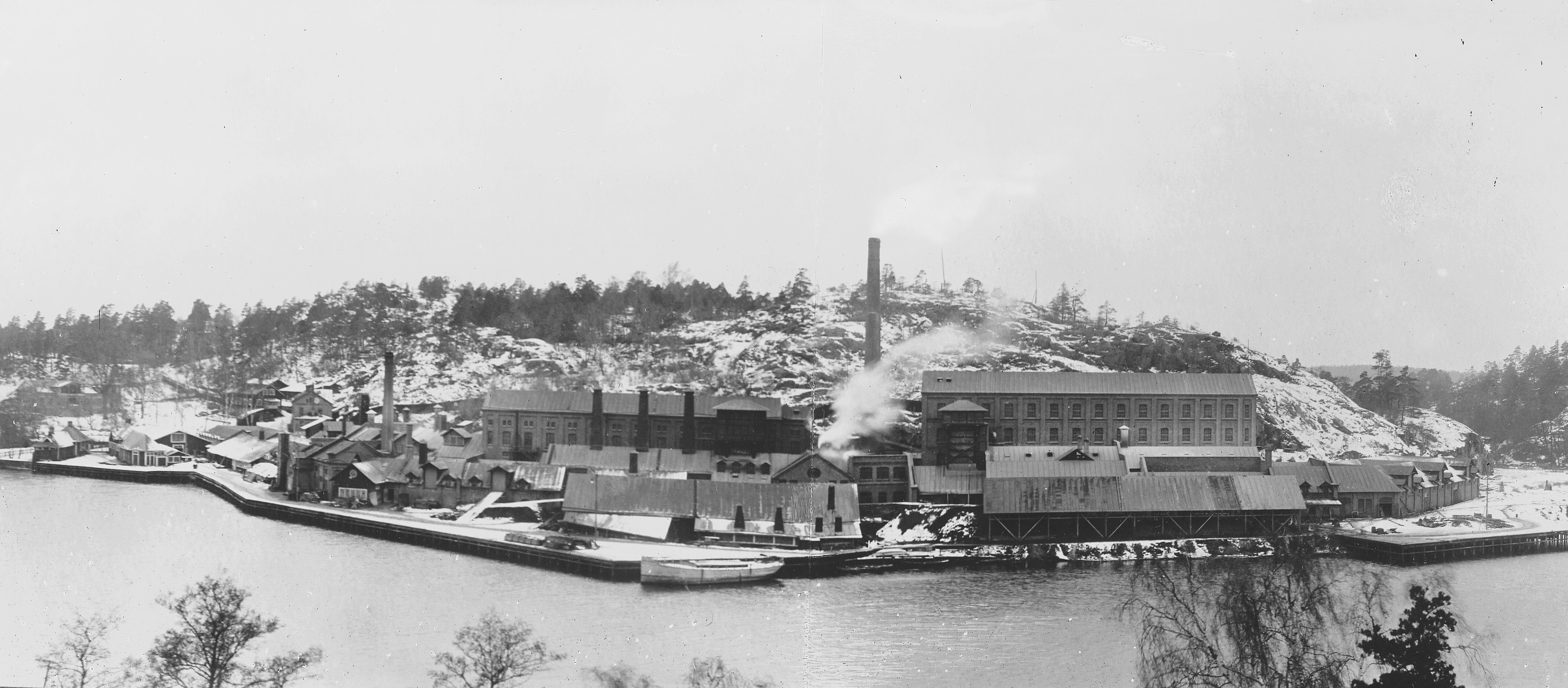
Gäddvikens superfosfatfabrik 1904. I förgrunden syns Hästholmssundet.

Stockholms Superfosfat Fabriks AB (även kallat "Fosfatbolaget") var namnet på KemaNobel mellan 1871 och 1964. Under perioden 1964–1970 var Fosfatbolaget AB det officiella namnet. Företaget grundades av Oscar F. Carlson med hjälp av kapital från bland andra Lars Johan Hierta. Den första fabriken uppfördes i Gäddviken i Nacka, strax öster om den plats där på 1960-talet Kooperativa Förbundet anlade sitt Kafferosteri för Cirkelkaffe. Kvar från fabriken finns disponentvillan, några arbetarbostäder och en lagerbyggnad. Resten av fabriken revs 1966.
Företaget drev även kalkbrottet på Furillen på Gotland.

## Historik

### Gäddvikens superfosfatfabrik
De första fabriksbyggnaderna vid Gäddviken ritades av arkitekten Ernst Jacobsson och bestod av en lång envåningslänga i trä som var 240 fot lång och 60 fot bred och täckt med ett spåntak. Öster om själva superfosfatfabriken låg svavelsyrefabriken, då svavelsyra var en ingrediens i supersulfat. Även denna var byggd i trä och hade spåntak på bräder. Därutöver fanns ångpannehus, magasin och reparationsverkstad. Fabriksbyggnadern brann ned 1889 och ersattes då av nya i tegel.
År 1929 sålde Fosfatbolaget fabriken i Gäddviken till Kooperativa Förbundet som fortsatte verksamheten till 1966.

### Ljungaverks Fosfatfabrik
Under andra världskriget tillverkades tungt vatten som såldes till både Nazitysklands kärnkraftsprogram och Manhattanprojektet i USA. Tillverkningskapaciteten var om 2300 liter per år och priset var satt till 1,40 SEK per gram. 

## Bilder, anläggningen vid Gräddviken

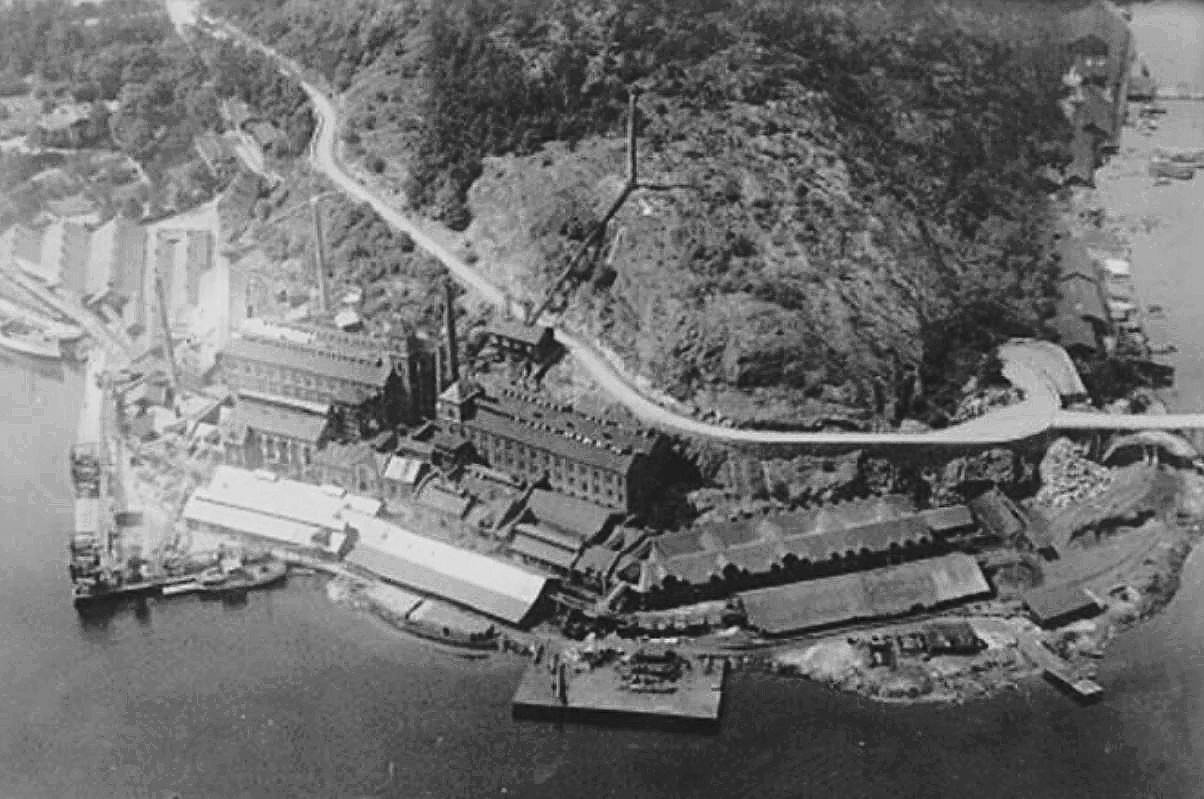
Stockholms Superfosfatfabrik 1936.
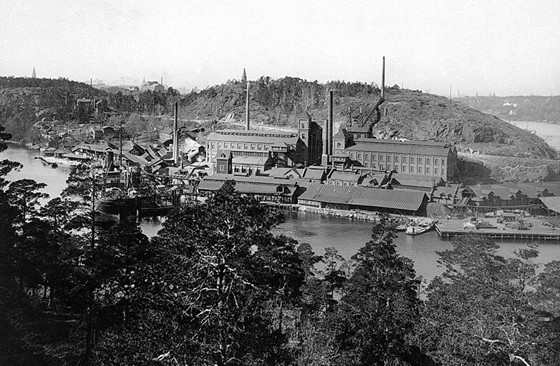
Fabrikens anläggningar på 1930-talet.
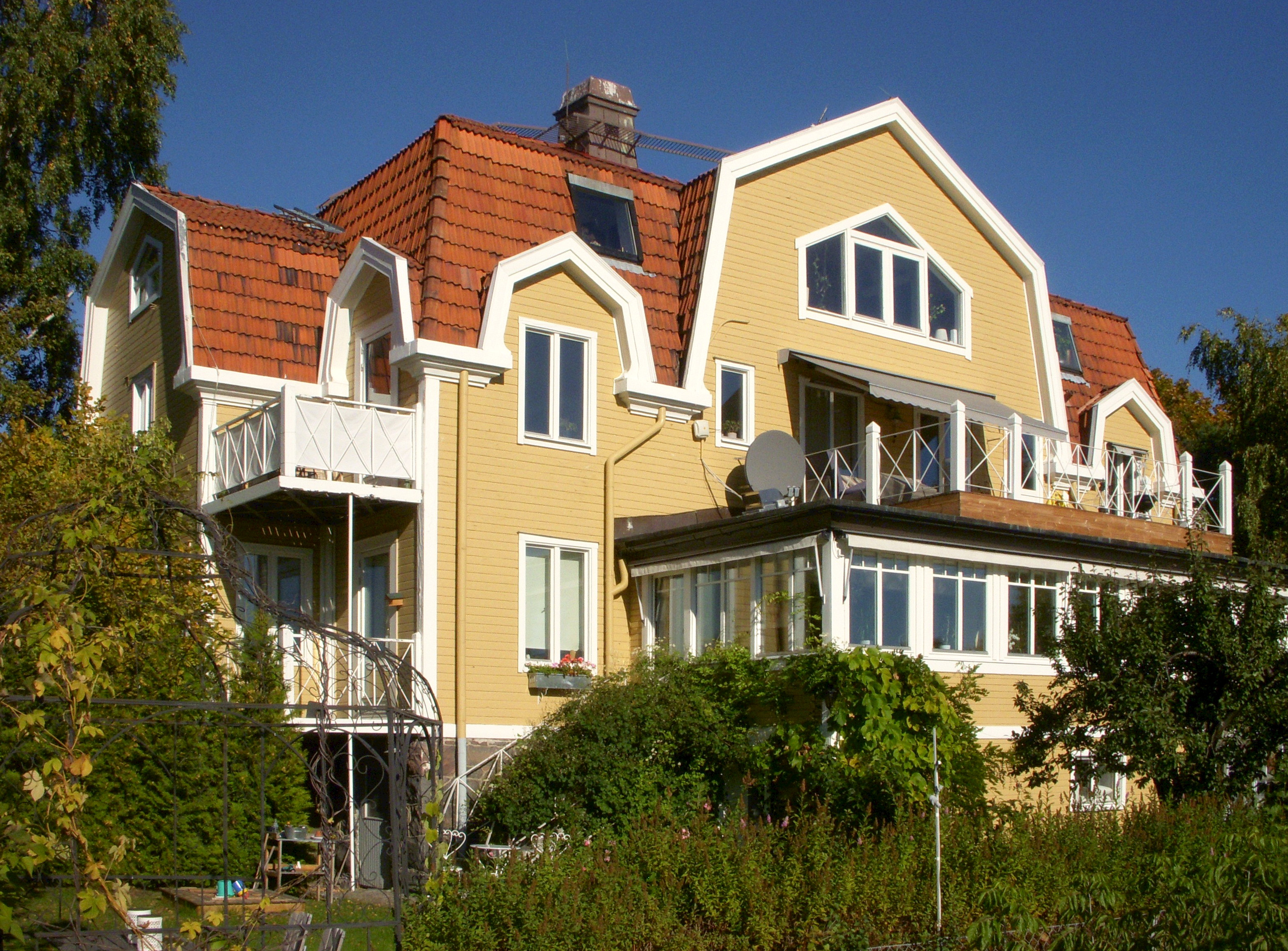
Disponentvillan, idag privatbostad.
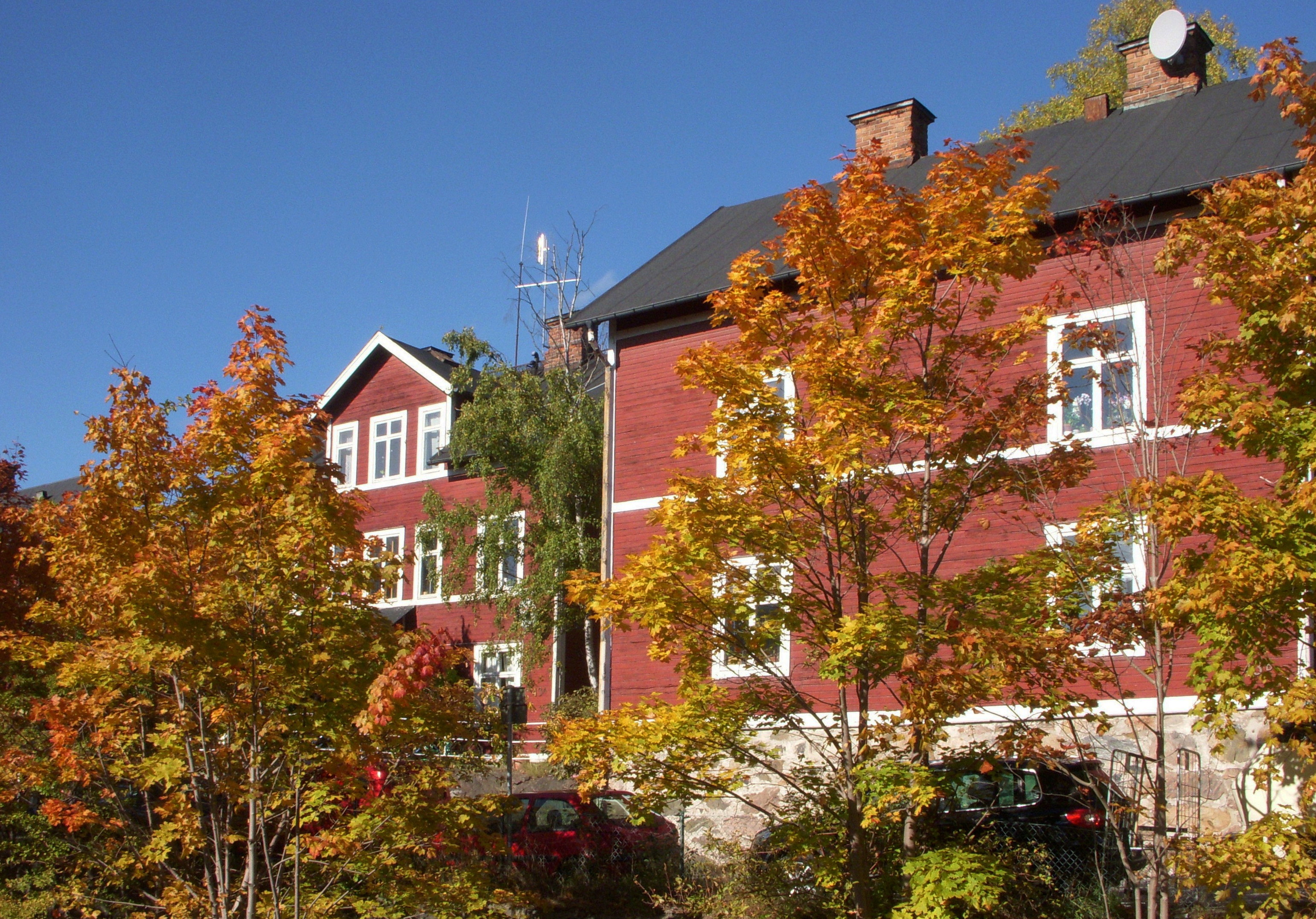
Arbetarbostäder, idag privatbostäder.
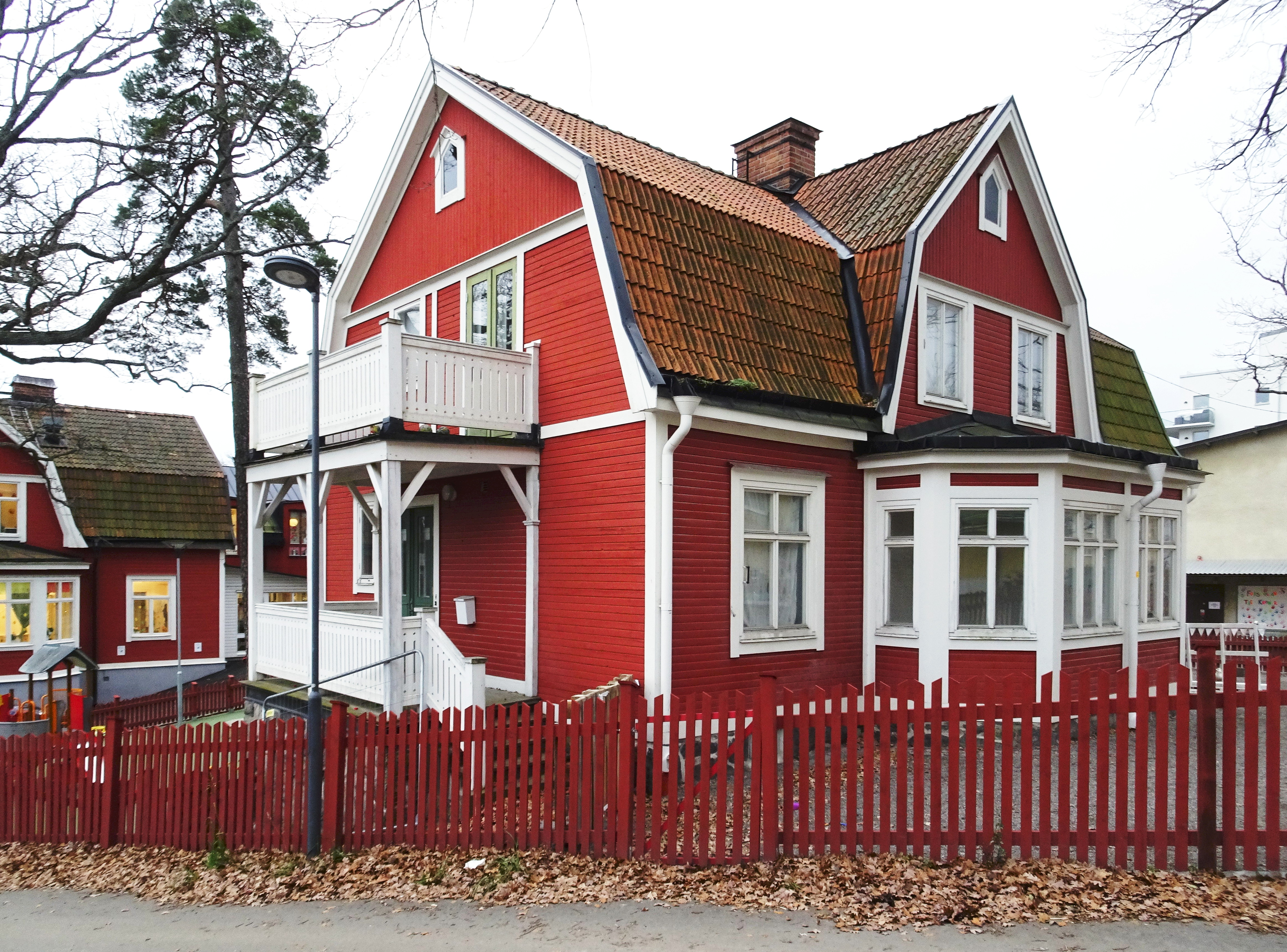
Röda villan på Kvarnholmen, tidigare arbetarbostad, idag förskola.

### Nya fabriker och företagsförvärv

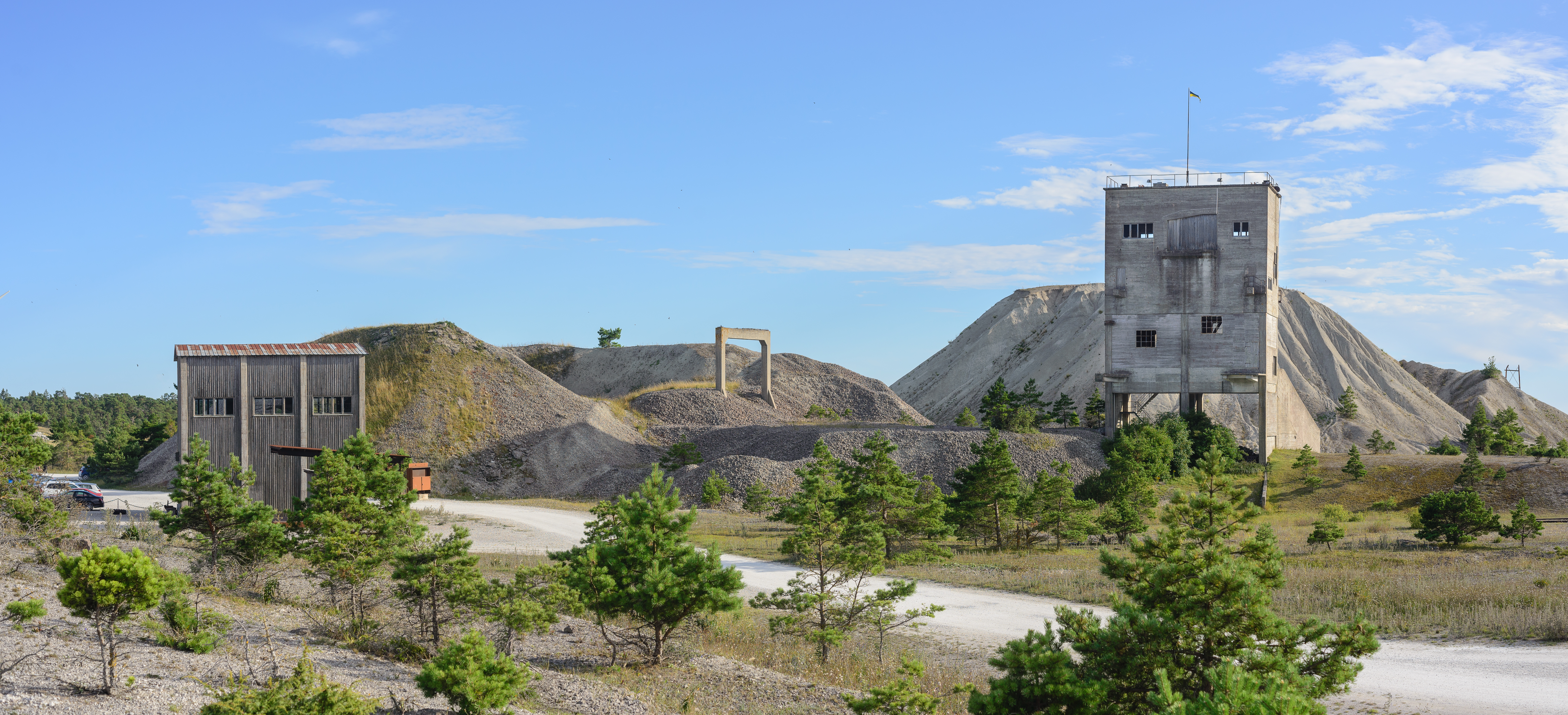
Den tidigare anläggningen på Furillen.

År 1894 anlades ytterligare en fabrik, denna gång i Månsbo utanför Avesta i Dalarna, där man tillverkade kalciumklorat och kalciumkarbid. Ytterligare anläggningar tillkom därefter bland annat i Trollhättan samt Ljungaverk och Stockvik i Medelpad.
År 1931 upphörde tillverkningen av superfosfat och man utökade i stället tillverkningen av kalkkväve och karbid. Under andra världskriget började man tillverka PVC-plaster baserade på kalciumkarbid. Under 1950-talet erhöll Wallenberggruppen ett betydande inflytande i bolaget, och en radikal omläggning startades. 1963 lades produktionen av kalkkväve ned, och på 1960-talet gick man över till petroleumråvara för sina plaster. Tillsammans med Svenska Esso och Mo och Domsjö AB etablerade Fosfatbolaget den petrokemiska industrin i Stenungsund med produktionsstart 1963.  Fosfatbolaget bildade för ändamålet dotterbolaget Unifos med Union Carbide.
Fosfatbolaget breddade sin verksamhet genom inköp av Liljeholmens Stearinfabriks AB 1947, Casco 1964, Stockholms benmjölsfabrik, Barnängens Tekniska Fabrik 1970. I samband med förvärvet av Barnängen och dess holdingbolag Kema AB ändrades bolagets namn till KemaNord AB och efter införlivande av Nitro Nobel 1977 ändrades bolagets namn till KemaNobel AB.